# Melipotis fasciolaris
Melipotis fasciolaris är en fjärilsart som beskrevs av Jacob Hübner 1823. Melipotis fasciolaris ingår i släktet Melipotis och familjen nattflyn. Inga underarter finns listade i Catalogue of Life.